# Moïse Majurel
Moïse Majurel, né le 9 février 1889 à Castelnau-le-Lez (Hérault) et décédé le 12 septembre 1962 à Castelnau-le-Lez, est un homme politique français.

## Biographie
Fils d’un régisseur, Moïse Majurel travaille dans les années 1926 à 1930, en tant que chauffeur mécanicien et employé de commerce. Dans cette période de crise économique des années 1930, sa tendance politique est de gauche du Parti socialiste SFIO, hostile à la participation ministérielle, en étant farouchement opposé à tout rapprochement avec le Parti communiste. En 1932, il est candidat socialiste aux législatives dans la circonscription d’Orange (Vaucluse) où Édouard Daladier est élu.
Il devient maire de Castelnau-le-Lez, puis est élu député SFIO en 1936. Il vote les pleins pouvoirs au maréchal Pétain, et se retire de la vie politique.